# Coupe des clubs champions africains 1983
Navigation
Édition précédente Édition suivante
La Coupe des clubs champions africains 1983 est la 19e édition de la Coupe des clubs champions africains. Le club vainqueur de la compétition est désigné champion d'Afrique des clubs 1983.
La finale est une revanche de la saison dernière puisque cette fois-ci, Asante Kotoko SC parvient à s'imposer face au tenant du titre, le club égyptien d'Al Ahly SC. C'est le second titre continental pour les Ghanéens après leur succès en 1970.

## Tour préliminaire
| Équipe 1            | Résultat | Équipe 2               | Aller | Retour |
| ------------------- | -------- | ---------------------- | ----- | ------ |
| ASC Diaraf          | 6 - 0    | Ports Authority FC     | 4 - 0 | 2 - 0  |
| Fantastique FC      | 2 - 2E   | Olympic Real de Bangui | 2 - 1 | 0 - 1  |
| ASC Police          | 1 - 4    | Sierra Fisheries       | 1 - 3 | 0 - 1  |
| Mbabane Highlanders | 3 - 1    | Township Rollers       | 2 - 1 | 1 - 0  |

## Premier tour
| Équipe 1          | Résultat      | Équipe 2               | Aller | Retour |
| ----------------- | ------------- | ---------------------- | ----- | ------ |
| 'Al Ahly SC'T     | 1 - 0         | Al Merreikh            | 1 - 0 | 0 - 0  |
| Al Ahly SC        | 2 - 6         | JE Tizi-Ouzou          | 1 - 3 | 1 - 3  |
| Africa Sports     | 0 - 0 0-3 tab | ASC Diaraf             | 0 - 0 | 0 - 0  |
| Djoliba AC        | 0 - 1         | Hafia FC               | 0 - 0 | 0 - 1  |
| Enugu Rangers     | 0 - 2         | Sierra Fisheries       | 0 - 1 | 0 - 1  |
| FC 105 Libreville | 1 - 4         | Asante Kotoko SC       | 1 - 2 | 0 - 2  |
| AS Bilima         | 8 - 5         | AC Semassi             | 5 - 1 | 3 - 4  |
| CARA Brazzaville  | 8 - 1         | Dragons FC             | 6 - 1 | 2 - 0  |
| Canon Yaoundé     | 2 - 1         | Dragons de l'Ouémé     | 2 - 0 | 0 - 1  |
| Dynamos FC        | 5 - 4         | AFC Leopards           | 5 - 1 | 0 - 3  |
| Nkana FC          | 3 - 2         | Mbabane Highlanders    | 2 - 2 | 1 - 0  |
| Petro Atlético    | 6 - 3         | Olympic Real de Bangui | 3 - 1 | 3 - 2  |
| Nakivubo Villa SC | 5 - 3         | Dinamo Fima            | 4 - 2 | 1 - 1  |
| KAC de Kénitra    | -             | SB Benfica forfait     | -     | -      |
| Matlama FC        | 2 - 5         | CF Maputo              | 1 - 2 | 1 - 3  |
| Wagad Mogadiscio  | 1 - 2         | Pan African            | 1 - 2 | 0 - 0  |

## Deuxième tour
| Équipe 1         | Résultat      | Équipe 2          | Aller | Retour |
| ---------------- | ------------- | ----------------- | ----- | ------ |
| 'Al Ahly SC'T    | 6 - 2         | Dynamos FC        | 4 - 1 | 2 - 1  |
| JE Tizi-Ouzou    | 0 - 1         | ASC Diaraf        | 0 - 1 | 0 - 0  |
| CARA Brazzaville | 3 - 4         | Asante Kotoko SC  | 3 - 2 | 0 - 2  |
| AS Bilima        | 2 - 1         | Sierra Fisheries  | 1 - 0 | 1 - 1  |
| Nkana FC         | 0 - 0 4-2 tab | Pan African       | 0 - 0 | 0 - 0  |
| Petro Atlético   | 3 - 4         | Canon Yaoundé     | 0 - 0 | 3 - 4  |
| KAC de Kénitra   | 4 - 0         | Hafia FC          | 4 - 0 | 0 - 0  |
| CF Maputo        | 1 - 5         | Nakivubo Villa SC | 1 - 2 | 0 - 3  |

## Quarts de finale
| Équipe 1         | Résultat | Équipe 2          | Aller | Retour |
| ---------------- | -------- | ----------------- | ----- | ------ |
| 'Al Ahly SC'T    | 5 - 1    | Canon Yaoundé     | 5 - 0 | 0 - 1  |
| KAC de Kénitra   | 2 - 3    | ASC Diaraf        | 1 - 1 | 1 - 2  |
| Asante Kotoko SC | 3 - 2    | AS Bilima         | 3 - 0 | 0 - 2  |
| Nkana FC         | 5 - 2    | Nakivubo Villa SC | 4 - 0 | 1 - 2  |

## Demi-finales
| Équipe 1   | Résultat | Équipe 2         | Aller | Retour |
| ---------- | -------- | ---------------- | ----- | ------ |
| ASC Diaraf | 2 - 3    | Asante Kotoko SC | 2 - 1 | 0 - 2  |
| Nkana FC   | 0 - 2    | Al Ahly SC'T'    | 0 - 0 | 0 - 2  |

## Finale
| Aller            | Al Ahly SC | 0 - 0 | Asante Kotoko SC | Stade international, Le Caire                       |                                                     |
| 27 novembre 1983 |            |       |                  | Spectateurs : 90 000 Arbitrage : Edwin Picon-Ackong | Spectateurs : 90 000 Arbitrage : Edwin Picon-Ackong |

| Retour           | Asante Kotoko SC | 1 - 0 | Al Ahly SC | Kumasi Sports Stadium, Kumasi                   |                                                 |
| 11 décembre 1983 | Nti 22e          |       |            | Spectateurs : 50 000 Arbitrage : Mohamed Hansal | Spectateurs : 50 000 Arbitrage : Mohamed Hansal |

| Coupe des clubs champions africains Vainqueur 1983 |
| -------------------------------------------------- |
| Asante Kotoko SC                                   |
| Deuxième titre                                     |